# Mail & Guardian
Mail & Guardian est un journal hebdomadaire sud-africain en langue anglaise, fondé en 1985 sous le titre Weekly Mail.

## Historique

### Création et premières années
Le Weekly Mail est fondé en 1985 à Johannesbourg par d'anciens journalistes du Rand Daily Mail, journal progressiste et opposé à l'apartheid, et dans une moindre mesure du Sunday Express — tous deux ont disparu peu auparavant,.
Co-dirigé par Anton Harber et Irwin Manoim, l'hebdomadaire se dote de matériel informatique à une époque où cet équipement est généralement absent des rédactions, et le journal Springs Advertiser accepte de l'imprimer. Le Weekly Mail, qui bénéficie à la surprise de ses fondateurs d'une autorisation de publication officielle, est animé par des journalistes d'une vingtaine et d'une trentaine d'années, engagés contre l'apartheid, qui sont aussi propriétaires du journal ; certains écrivent même bénévolement,.
Le Weekly Mail, tabloïd de vingt-quatre pages, paraît pour la première fois le 14 juin 1985, puis chaque vendredi ; il est essentiellement lu par des Blancs. Il acquiert rapidement la réputation d'un titre qui questionne la légitimité du régime politique, traite de la contestation sociale contre l'apartheid et met en lumière les conditions de vie des Noirs et Coloured dans les townships — sujet que ne traitent pas la presse mainstream,. Il accueille également une rubrique listant les personnes emprisonnées et les ouvrages interdits.

### Pressions du gouvernement et censure
Sous l'état d'urgence, déclaré par le président Pieter Willem Botha en juin 1986, le périodique est soumis à la répression comme l'ensemble de la presse indépendante du pouvoir ; il dénonce la censure et revendique le droit à l'information pour les lecteurs.
Il publie en août et septembre 1987 une série d'articles remarquée sur les conditions de vie dans les prisons, notamment celle de Robben Island. L'année suivante, il diffuse certains articles inédits du journal anti-apartheid New Nation, interdit de publication par le gouvernement. Le Weekly Mail répond souvent aux pressions avec humour ; après avoir été accusé par le président Botha de promouvoir la révolution et de constituer une menace pour l'ordre public, il fait ainsi paraître une publicité dont l'apostrophe est ainsi formulée :

« À quel point un lecteur du Weekly Mail devrait-il être un vrai révolutionnaire ? Demandez à certains de nos distingués abonnés : »

Apparaît en dessous une liste de quatorze gouvernements abonnés à l'hebdomadaire, surmontée de la mention de l'abonnement personnel du président Botha lui-même.
Les salariés du journal s'emploient en parallèle à faire du lobbying auprès d'acteurs économiques et diplomatiques pour ne pas être censurés par le gouvernement ; le Weekly Mail reçoit ainsi des indices de soutien de la part des ambassades du Royaume-Uni et des États-Unis, ainsi que du gouvernement suédois et de l'Union européenne.
En dépit de ces efforts et après plusieurs avertissements, l'hebdomadaire voie deux numéros censurés par le gouvernement, puis est interdit de publication du 1er au 28 novembre 1988 pour « propagande subversive », à la suite de publications relatives au parti politique d'opposition Congrès national africain (African National Congress ; ANC) ; cette censure suscite des protestations officielles de plusieurs gouvernements (notamment américain et britannique) et associations de journalistes,,.

### Difficultés économiques et rachat par le Groupe Guardian Media
La libération de Nelson Mandela et la légalisation de l'ANC en février 1990 fragilisent les médias anti-apartheid, dont la raison d'être diminue — la plupart disparaîtront. Le Weekly Mail cherche à se réinventer et lance une nouvelle formule en juin 1990, adossée à un quotidien — le Daily Mail — essentiellement diffusé dans la province du Transvaal. La publication de ce dernier cesse toutefois le 4 septembre de la même année en raison de la forte concurrence entre quotidiens ; le Weekly Mail pâtit économiquement de cet échec. En parallèle, sa ligne éditoriale se fait moins critique à l'égard du gouvernement post-apartheid et le titre s'approche davantage de la presse mainstream, sans pour autant abandonner le journalisme d'enquête.
Le Weekly Mail, qui avait déjà collaboré avec le journal britannique The Guardian, intègre à compter de 1992 l'édition internationale de ce dernier. Le 30 juillet 1993, il prend le nom Weekly Mail & Guardian — simplifié en Mail & Guardian en 1995 — et est racheté par le Groupe Guardian Media (GMG), éditeur du quotidien britannique,.
En 1994, le journal lance l'un des premiers sites d'information en ligne du pays, Electronic Mail & Guardian.

### Années 2000 et 2010
En juillet 2002, l'entrepreneur zimbabwéen Trevor Ncube rachète 87,5 % des parts du Mail & Guardian.
Le journal français Courrier international le décrit dans les années 2010 comme « résolument à gauche, [militant] pour une Afrique du Sud plus tolérante ». Il qualifie en outre le site web du journal, renommé en Mail & Guardian Online en 2008, comme « l'un des sites les plus riches du continent noir ».

## Diffusion
La diffusion moyenne du Weekly Mail oscille entre 21 000 et 25 000 exemplaires en 1988, et atteint un pic autour de 30 000 exemplaires en juin 1990, lorsqu'une édition quotidienne est diffusée de manière éphémère. Au second trimestre 2009, la diffusion moyenne du journal s'élève à 51 000 exemplaires ; au dernier trimestre 2011, elle se réduit à environ 45 600 exemplaires ; au dernier trimestre 2015, elle n'est plus que de 33 000 exemplaires.

## Contributeurs
- Christopher Hope
- Zukiswa Wanner
- Ferial Haffajee
- Verashni Pillay